# Canadian Tire Motorsport Park
Der Canadian Tire Motorsports Park ist eine Motorsport-Rennstrecke in Clarington (Durham Region), Kanada. Die Strecke ist unter dem Namen Mosport bekannt geworden, was eine Kombination der Wörter Motor und Sport ist.

## Anlage
Die Anlage besteht aus einer 2,5 Meilen (4 Kilometer) langen Rennstrecke mit zehn Kurven, auf der unter anderem Rennen der United SportsCar Championship ausgetragen werden. Daneben gibt es eine einen Kilometer lange Kartbahn und ein Driver Development Centre, eine 1,5 Meilen lange Teststrecke. Die Anlage verfügte außerdem über ein Halbmeilen-Oval, auf dem die NASCAR Canadian Tire Series, das kanadische Pendant zur amerikanischen NASCAR Sprint-Cup-Serie, Rennen austrug. Das Oval wurde im Jahr 2013 geschlossen, weshalb die kanadische NASCAR nur noch auf dem Rundkurs fährt. Seit 2013 findet außerdem ein Rennen der NASCAR Camping World Truck Series auf dem Rundkurs statt.
1967 und 1969 sowie von 1971 bis 1977 wurde hier der Große Preis von Kanada der Formel 1 ausgetragen, 1967 fand einmalig der Große Preis von Kanada für Motorräder statt.
Die Strecke wurde zu Beginn der Saison 2012 umbenannt, da die Betreiber eine Kooperation mit dem Unternehmen Canadian Tire eingingen.
Am 11. August 1985 verunglückte der Autorennfahrer Manfred Winkelhock auf der Strecke schwer, wenige Stunden später erlag er im Krankenhaus seinen Verletzungen.

## Streckenverlauf
Eine Runde auf der sehr schnellen Rennstrecke beginnt auf der kurzen Start-Ziel-Geraden, welche in eine langgezogene 90°-Rechtskurve führt. Nach der Kurve fällt die Strecke stark ab und geht nach einer kurzen Geraden in die zweite Kurve, die Clayton Corner über. Diese Linkskurve ist ebenfalls langgezogen und führt direkt in die etwas engere Quebec Corner, welche wiederum rechtsherum geht. Durch eine Vollgas-Linkskurve geht es dann auf den stärksten Bremspunkt vor der Moss Corner zu. Diese doppelte Rechtskurve ist die langsamste Stelle des Kurses und führt auf die lange Gegengerade, die Mario Andretti Straightaway. Es folgt noch eine mittelschnelle Kurvenkombination, welche als The Esses bekannt ist. Diese Rechts-links-rechts-Kombination wird immer enger und führt wieder auf die Start-Ziel-Gerade.

## Statistik

### Alle Sieger von Formel-1-Rennen im Mosport Park
| Nr. | Jahr | Fahrer             | Konstrukteur | Motor | Reifen | Zeit          | Streckenlänge | Runden | Ø-Tempo      | Datum         | GP von |
| --- | ---- | ------------------ | ------------ | ----- | ------ | ------------- | ------------- | ------ | ------------ | ------------- | ------ |
| 1   | 1967 | Jack Brabham       | Brabham      | Repco | G      | 2:40:40,000 h | 3,957 km      | 90     | 132,995 km/h | 27. August    | Kanada |
|     |      |                    |              |       |        |               |               |        |              |               | Kanada |
| 2   | 1969 | Jacky Ickx         | Brabham      | Ford  | G      | 1:59:25,700 h | 3,957 km      | 90     | 178,917 km/h | 20. September | Kanada |
|     |      |                    |              |       |        |               |               |        |              |               | Kanada |
| 3   | 1971 | Jackie Stewart     | Tyrrell      | Ford  | G      | 1:55:12,900 h | 3,957 km      | 64     | 131,883 km/h | 19. September | Kanada |
| 4   | 1972 | Jackie Stewart     | Tyrrell      | Ford  | G      | 1:43:16,900 h | 3,957 km      | 80     | 183,901 km/h | 24. September | Kanada |
| 5   | 1973 | Peter Revson       | McLaren      | Ford  | G      | 1:59:04,083 h | 3,957 km      | 80     | 159,519 km/h | 23. September | Kanada |
| 6   | 1974 | Emerson Fittipaldi | McLaren      | Ford  | G      | 1:40:26,136 h | 3,957 km      | 80     | 189,112 km/h | 22. September | Kanada |
|     |      |                    |              |       |        |               |               |        |              |               | Kanada |
| 7   | 1976 | James Hunt         | McLaren      | Ford  | G      | 1:40:09,626 h | 3,957 km      | 80     | 189,632 km/h | 3. Oktober    | Kanada |
| 8   | 1977 | Jody Scheckter     | Wolf         | Ford  | G      | 1:40:00,000 h | 3,957 km      | 80     | 189,936 km/h | 9. Oktober    | Kanada |

Rekordsieger
Fahrer: Jackie Stewart (2) • Fahrernationen: Großbritannien (3) • Konstrukteure: McLaren (3) • Motorenhersteller: Ford (7) • Reifenhersteller: Goodyear (8)

### Sports Car Grand Prix
Für die Sieger des Sportwagenrennens siehe die Seite des Sportscar Grand Prix.